# Mictlan

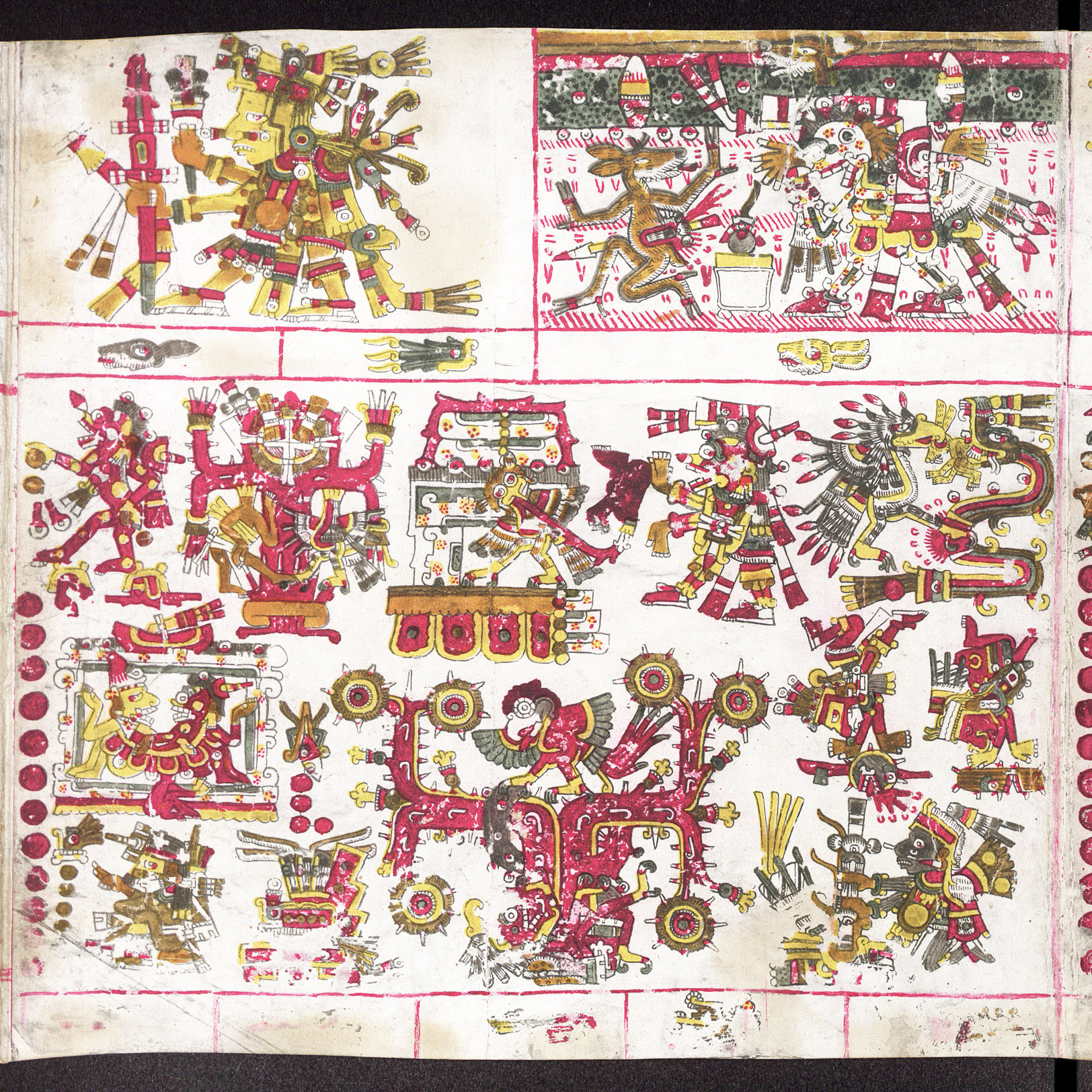
Obrazec znázorňující seskupení díla, protkané na jemném kusů papírusu.

V Aztécké mytologii byl Mictlan nejnižší (devátou) úrovní podsvětí, nacházejícím se daleko na severu. Bylo to posmrtné útočiště všech těch, kteří nezahynuli hrdinskou smrtí nebo jiným čestným způsobem (v boji, při oběti, při porodu, ve spojení s vodou, bleskem aj.).
Než zemřelí přišli do Mictlanu, museli podstoupit strastiplnou čtyřletou pouť zvanou mitclannetoliniztli - museli na hřbetě některého z mytických zvířat (obvykle psa) překonat rozbouřenou řeku, proklouznout údolím mezi horami, které do sebe navzájem narážely a hrozily jim rozdrcením, přejít jiné hory, pokryté kameny tak ostrými, že jim rozdíraly nohy do krve, prudký vítr jim zraňoval tváře, jedno z podsvětních božstev, Temiminateuhctli, po nich střílelo šípy, ohrožovala je dravá zvěř a oslepující mlha. Na každém z těchto hrůzných míst ztratili nově příchozí část své pozemské podstaty, pozbyli dokonce i své krve, kostí a srdce. Zbavovali se tak všech vášní, včetně touhy po životě a vědomí své vlastní identity, naplnili svůj osud, aby mohli konečně sestoupit do deváté úrovně podsvětí. Dravou šelmou, která se na cestě do Mictlanu živila lidskými srdci, byl podle některých verzí sám Tezcatlipoca. Mrtvé však doprovázel a poskytoval jim podporu psychopomp (převaděč mrtvých) Xolotl.
Utrpení putujících duší bylo sice někdy srovnáváno s křesťanským očistcem, stejně jako řecký Tartaros, ale postrádalo morální imperativ – tedy nesouviselo s kvalitou pozemského života, nanejvýš s druhem smrti každého člověka.
Mictlan v tomto směru nebyl příliš utěšeným místem. Severní vítr, o němž Aztékové soudili, že z Mictlanu přináší nářky mrtvých, obviňovali také jako původce různých nemocí (například bolesti hlavy). Soudí se, že předobrazem tohoto podsvětí byla Teotlalli, označená později za sídlo boha země Tlalteuhctliho, území nehostinných stepí a polopouští na severu, odkud Aztékové pocházeli a většinou na ně nevzpomínali v dobrém.
Králem Mictlanu byl Mictlantecuhtli. Královnou byla Mictecacihuatl.
Mayskou obdobou Mictlanu byla podsvětní říše smrti a děsu Xibalba.